# Trine Bramsen
Trine Bramsen (født 26. marts 1981 i Svendborg) er en dansk socialdemokratisk politiker og forhenværende transportminister og minister for ligestilling i Mette Frederiksens første regering. Hun tiltrådte som transportminister og minister for ligestilling den 4. februar 2022 efter at hun i perioden fra regeringens tiltræden i 2019 havde fungeret som forsvarsminister.
Trine Bramsen har været medlem af Folketinget siden 2011, hvor hun blev valgt for Socialdemokratiet i Fyns Storkreds.

## Baggrund
Trine Bramsen er datter af folkeskolelærerne Bo Steffen Madsen og Lene Bramsen Madsen. Trine Bramsen gik på Svendborg Gymnasium mellem 1997 og 2000 og på HF på VUC Fyn fra 2000 til 2001. Herefter afsluttede en kandidatgrad i offentlig administration og virksomhedsstudier (cand.scient.soc.) på Roskilde Universitetscenter i 2007.
I sine ungdomsår arbejdede hun i Føtex i Svendborg. Derudover har hun blandt andet været med i Frit Forum, arbejdsmarkedspolitisk medarbejder i Danmarks Socialdemokratiske Ungdom, forskningsassistent ved Københavns Universitet og ansat hos Deloitte Business Consulting fra 2007-2011.

## Politisk karriere
Trine Bramsen var kandidat for Socialdemokratiet i Odense Vestkredsen i 2009. Hun blev valgt ved Folketingsvalget 15. september 2011, hvor hun opnåede 8.464 stemmer, heraf 4.497 personlige. Til Folketingsvalget i 2015 fik Trine Bramsen 8.337 personlige stemmer.
Før Trine Bramsens tid som forsvarsminister var hun retsordfører og menneskerettighedsordfører for Socialdemokratiet. Hun har desuden været medlem af følgende folketingsudvalg:
- Europaudvalget
- Udvalget for Forskning, Innovation og Videregående Uddannelser
- Forsvarsudvalget
- Indfødsretsudvalget
- Retsudvalget
- Udvalget for Udlændinge- og Integrationspolitik

I forbindelse med regeringsrokade den 4. februar 2022 fratrådte hun som forsvarsminister og overtog posten som transportminister efter Benny Engelbrecht.

## Kritik
Bramsen var it- og teleordfører for Socialdemokraterne, men mødte modstand fra it-folk for sin holdning om muligheden for at have hemmelige e-valg, i hvilken forbindelse hun irettesatte formanden for IT-Politisk Forening om de tekniske sammenhænge.
Efter at hun skrev en artikel med titlen Opråb til it-nørderne: Smid tennissokkerne - og tal, så vi kan forstå det! i netmediet Version2 blev hun mødt af mere kritik fra it-folk. En uge efter blev hun flyttet til en position som retsordfører.
Bramsen blev kritiseret for sit forhold til Forsvarets ledelse imens hun var forsvarsminister. Debatten handlede i særdelseshed om, hvorvidt Forsvaret kunne anses som en "styrelse" på linje med andre civile styrelser, og om i hvilken grad forsvarschefen kunne udtale sig frit. Tidligere, i forlængelse af byretsdommen over hærchef Hans-Christian Mathiesen afviste Bramsen at fyre Forsvarschef Bjørn Bisserup med den begrundelse, at tilliden til næste niveau ikke var større: "Problemet er, at så har vi de næste chefer. Bliver det bedre af det? Det tvivler jeg sådan set på".
Trine Bramsen fik stor kritik for at gå til koncert i Odense med statsminister Mette Frederiksen, mens Taliban generobrede Kabul, og den danske ambassade måtte hastelukke mens dansk personel blev evakueret.